# کلسی تیتمارش
کلسی تیتمارش (به انگلیسی: Kelsey Titmarsh) ژیمناست زادهٔ ۲۷ دسامبر ۱۹۹۳ میلادی اهل کشور کانادا است.